# Leucania chapa
Leucania chapa là một loài bướm đêm trong họ Noctuidae.